# 渡辺プロダクション
株式会社渡辺プロダクション（わたなべプロダクション、英: Watanabe Productions Co., Ltd.）は、芸能事務所など10社1財団（自社含む）を統括する持株会社である。しばしばナベプロと呼ばれる。
創業者は渡辺晋。晋の妻の渡邊美佐は名誉会長兼グループ代表。代表取締役会長は晋・美佐夫妻の長女である渡辺ミキ（ワタナベエンターテインメント社長）、代表取締役社長は同次女の渡邊万由美（トップコート社長）が務める。

## 概要
元々は1950年代当時、いまだ差別や偏見の目で見られることもあった芸能人の待遇改善と地位向上を目的として、ジャズミュージシャンであった渡辺晋が妻の渡辺美佐・松下治夫・河合聡一郎らと共に芸能事務所の位置付けの改革を図ったのが始まりである。
それまでのマネージメントは、タレントに対して仕事先を見つけ、その出演料の一部を受け取るという形にとどまり、「一人のマネージャーがデビュー時から引退までタレントと一蓮托生の運命を歩む」と言われるような個人商店・徒弟制度的な体質であった。そのようなあり方を変え、一人のタレントに対し数人のマネージャーを付け、何年かで担当を交代させることで、芸能事務所の仕事を組織化し、あらゆる分野で精通した人脈や知識を蓄えた人材の育成を目指した。また『シャボン玉ホリデー』や『ザ・ヒットパレード』、クレージー映画シリーズなどを自社制作し所属タレントを出演させて、番組制作費や興行収入を得る仕組みを導入したほか、傘下に音楽出版会社（渡辺音楽出版）を設立しレコードの原盤権を保有するなど、現代における日本の芸能ビジネスのスタイルを作った。
タレントのあり方についても、従来は俳優、歌手、コメディアンなどが分業し、それぞれの領域を侵さなかった芸能界に対し、『新春かくし芸大会』などでは歌手や俳優に寸劇や余興を行わせ、今日のマルチタレント時代の先駆けとなった。最初期にはミッキー・カーチス、ハナ肇とクレージーキャッツ、浜村淳、ザ・ピーナッツらが所属し、その後はスパーク3人娘（中尾ミエ、伊東ゆかり、園まり）、ザ・ドリフターズ、沢田研二、布施明、森進一、小柳ルミ子、天地真理、キャンディーズ等の大スターを多数抱え、番組も多数制作した。いまも国内有数の規模を誇る芸能事務所だが、1960年代半ばから1970年代初頭にかけては「ナベプロなくしては歌番組やバラエティ番組は作れない」と言われるほどの独占状態を呈していた。筒井康隆は当時、短編小説『あらえっさっさ』でその権勢ぶりを狂騒の芸能界とともに風刺しているが、同時期にNHKや創価学会を俎上に乗せた作品よりは若干好意的で、副社長である妻を前面に押し立てて目立たないようにしているが実権を掌握している社長、という描写になっている。
1979年にザ・ドリフターズがマネージャーの井澤健とともにイザワオフィスを設立し独立、資本関係は存在しないが互いに関連会社として公式サイトなどにも記載している。その他にも一部タレントは、渡辺プロダクションおよびその系列事務所が51％出資することを条件に、傘下の事務所としてグループ内独立を認めている。2000年には機構改革を行い、残っていた芸能マネジメント部門をワタナベエンターテインメントに分社し、渡辺プロダクション自身は持株会社に移行した。そのため現在は子会社のワタナベエンターテインメントが「ナベプロ」と呼ばれることも多くなっている。
グループは現在でも株式を公開していないが、過去には株式公開の話を幾度となく持ちかけられていた。しかしながら渡辺晋の「芸能市場は長期的なスパンが必要であり、株価を気にし、株主に常に配当をしなければという状況下では成立しにくい」との判断のもとで、株式の公開は行なっていない。

## グループ会社
- 渡辺音楽出版株式会社
- 株式会社ザ・ワークス
- 株式会社サウンド・シティ
- 株式会社渡辺エンタープライズ
- 株式会社メイツ
- 株式会社ワタナベエンターテインメント
- 株式会社マニア・マニア
- 株式会社トップコート
- 一般財団法人渡辺音楽文化フォーラム
- 株式会社ワタナベアマダクション
- 株式会社イザワオフィス

### 過去
- ジャニーズ事務所（後のSMILE-UP.→STARTO ENTERTAINMENT） - 嘗ての系列会社
- ビスケットエンターティメント - 2018年末をもって所属タレント全員が離籍し閉鎖

## 批判
若手タレントが売れると寝る間もないほど働かせ、負担を強いたにもかかわらず、給料は年功序列型の月給制であったため、人気の若手歌手よりも時にしか出番のないベテランタレントの給料の方が遥かに高かった（1975年頃の高額納税者番付で、当時人気だった沢田研二や森進一よりもピークが過ぎていたクレージーキャッツのメンバー達が上位にランクし、世間の話題に上った）。この理由は初期投資のプロモーション費用の回収や、駆け出しの売れないタレントへも月給を回さなければならないという事情もあったが、以上の理由で独立をもくろんだり実行に移すスターも多く、徹底してその妨害工作を図った。三人娘の一人である伊東ゆかりが独立すると各局に「ゆかりを出すなら渡辺プロのタレントは出演させない」と圧力をかけて干したり、独立を阻止するなどの行為に及んだ。このような妨害行為を続けたため森進一や小柳ルミ子ら独立したタレント・歌手は、一時期民放全局に出演できなくなった。ただし、退社したタレント全てに圧力をかけた訳ではなく、浜村淳らのように、円満的に事務所を退社したタレントについては退社後も好意的に接したり協力的だったこともあった。
やがて日本テレビの公開オーディション番組として知られる「スター誕生!」が成功すると、ホリプロ等が台頭（1970年代後半には渡辺プロに次ぐ勢力となった）し、1980年代の漫才ブームで吉本興業、アイドル系で男性タレント・アーティスト等を特化するジャニーズ事務所（現・STARTO ENTERTAINMENT）、テレビドラマや映画等に多くの俳優・女優等を送り込んでいる研音も力をつけたこと、さらにナベプロでキャンディーズ等のマネージャーであった大里洋吉が路線対立により、アミューズを設立、サザンオールスターズが成功した事も相まって、相対的に影響力が低下した。

### 軍司貞則による批判
ノンフィクション作家の軍司貞則は著書『ナベプロ帝国の興亡』（1992年）において、渡辺プロダクションの勢力拡大にあたって、佐藤栄作や中曾根康弘や五島昇など政財界の大物の下へ傘下の人気タレントを総動員し、佐藤栄作の別荘の前でハナ肇に「今日もお酒が飲めるのは、おとうさん（佐藤栄作）のおかげです。おとうさんのおかげです、おとうさんありがとう!」と音頭をとらせてクレージーキャッツや中尾ミエに唱和させ、佐藤らの機嫌をとったこともあるとしている。渡辺美佐個人の女性としての魅力を利用して大物に取り入ることもあったとしている。
芸能の興行には暴力団との付き合いが必要で、山口組2代目組長の山口登と兄弟盃を交わした大物興行師の永田貞雄を擁して睨みを効かせ、ビジネスの暗部を肩代わりさせていたとしている。
マスコミ関係者には酒と麻雀を通じた接待を行い、渡辺プロダクションに有利な記事を書く者には特ダネを提供したり、レコードのジャケットの解説執筆などの仕事を与えたりして普通より高い報酬を支払ったとしている。テレビ局でも、渡辺プロダクションに好意的なスタッフにはテレビ番組の構成などの仕事を与えた他、顧問料や企画料などさまざまな名目で利益を供与したとしている。一方、渡辺プロダクションに批判的なスタッフには圧力をかけて業界を去るように仕向けていたとしている。

## 関連書籍
- 渡辺音楽文化フォーラム「渡辺プロ・グループ四〇年史」編纂委員会 編『抱えきれない夢 渡辺プロ・グループ四〇年史』渡辺音楽文化フォーラム、1999年1月。